# Kroktjärnarna, Norrbotten
Kroktjärnarna är en sjö i Piteå kommun i Norrbotten och ingår i Piteälvens huvudavrinningsområde.